# レーザーパワースケーリング
レーザーのパワースケーリングとは、レーザーの構造や形状、動作原理を維持したまま出力を向上させること。レーザー装置の設計において、パワースケーリングは重要な特性と考えられている。これは、外観を変えずに出力を向上させられるためである。 
通常、パワースケーリングにはより強力な励起源の使用、冷却能力の向上、装置の大規模化が求められる。ほかにも、背景損失の削減、特にレーザー媒質中における損失の削減も必要となる。

## 主発振器出力増幅器 (MOPA)
パワースケーリングを実現するための一つの手法として、MOPA方式と呼ばれる手法が存在する。MOPAでは、コヒーレントなビームを生成する主発振器と、ビームの特性を維持しつつ出力を増幅する光増幅器を用いる。この手法では、エネルギー効率は主に増幅器によって決まるため、主発振器が高出力・高効率である必要がない。例として、HiPER（高出力レーザーエネルギー研究施設）は、高出力のビームを得るために、複数の光増幅器を共通の主発振器に組み合わせるという基本設計に基づいている。

## パワースケーリング可能なレーザーの例

### ディスクレーザー
パワースケーリングのいい例として、固体レーザーの一種であるディスクレーザーが挙げられる。ディスクレーザーは、連続波動作において、一つの能動素子につき数キロワットの出力までパワースケーリング可能であると考えられている。
ディスクレーザーでは、自然放射増幅光、過熱、およびレーザー光が発振器内を反射する際に鏡の反射率の限界や媒質での吸収によって生じる損失（往復損失）などの現象が、パワースケーリングを制限する主たる要因となる。さらなるパワースケーリングには、往復損失を削減するか、複数の能動素子を組み合わせる必要がある。

### ファイバーレーザー
ファイバーレーザーもまた、よいパワースケーリング特性を示す固体レーザーの一種である。ファイバーレーザーにおいては、ラマン散乱およびブリルアン散乱、そしてファイバーの長さの限界がパワースケーリングの妨げとなる。ダブルクラッドファイバーの長さは限られているため、ファイバーのコアが励起光を効率的に吸収できず、マルチモード励起光として使用できる出力が制限される。ファイバーのクラッド形状を最適化することで、パワースケーリングの上限を引き上げることができる。

#### ファイバーディスクレーザー
ファイバーレーザーのパワースケーリング上限は、横方向の励起光伝達によって拡張できる。これを実現したのがファイバーディスクレーザーである。ファイバーディスクレーザーにおける励起光は、ドープされたコアを持つコイル状のファイバーで構成されたディスクの側面から伝達される。このようなディスクは、間に冷却材を挟んで複数積層にできる。

## 放熱の問題
パワースケーリングの上では、放熱能力が問題となる。通常、レーザーの発振に適した素材は、冷却に適した素材（金属やダイヤモンド）に比べて熱伝導率が低い。固体レーザーから効率的に排熱を行うには、レーザー媒質を薄い板状にする必要がある。自然放射増幅光よりも望ましい方向への光増幅を優先させるために、エネルギーと熱は直交する方向に放出されるべきである。往復損失が十分に小さい場合（典型的には0.01や0.001など）、熱と光は逆の方向から放出できるため、能動素子の開口を大きくできる。この場合、複数の能動素子を組み合わせることでパワースケーリングを行う。

## コヒーレント加算とビーム結合

4つのファイバーレーザーのコヒーレント和。

複数の異なるレーザー光を結合する事でも、パワースケーリングは可能である。通常、完全に独立したビーム同士を結合しても、個々のビームよりも高い放射輝度を持つビームは得られない。ビームを結合できるのは、ビームが互いにコヒーレントである場合に限られる。こうしたビームは、能動的に、あるいは受動的に結合できる。
受動的な結合（またはコヒーレント加算）では、結合されたすべてのレーザー光に共通する数少ないモードのみがレーザー発振閾値を上回る。8つのレーザーに対する効率的なコヒーレント加算が報告されている。さらなるパワースケーリングのためには、個々のレーザーの利得帯域幅および共振器長を指数関数的に増加させる必要がある。
能動的な結合では、個々のレーザー出力の位相をリアルタイムで測定し、すべてのレーザーが同じ位相となるように素早く調整する必要がある。これは補償光学の技術により、音響周波数帯域の位相ノイズ（機械装置の振動などにより生じる）を効果的に抑制することで為される。全光スイッチングを用いた、より高速な機構が研究されている。